# Cantó de Mont Paun e Menestairòu
El cantó de Mont Paun e Menestairòu és un cantó francès del departament de la Dordonya, situat al districte de Perigús. Té 8 municipis i el cap és Mont Paun e Menestairòu.

## Municipis
- Eschornhac
- Eiguranda e Gardadelh
- Menèsplet
- Mont Paun e Menestairòu
- Lo Pison
- Sent Bertomiu de Belagarda
- Sent Marçau d'Artenset
- Sent Sauvador de la Landa

## Història
| Data d'elecció                           | Identitat            | Partit        | Qualitat |
| ---------------------------------------- | -------------------- | ------------- | -------- |
| 1979-1985                                | René Birginie        | PS            |          |
| 1985-1992                                | Jean Lovato          | RPR           |          |
| 1992-2004                                | Jean-Claude Grégoire | Divers droite |          |
| 2004-                                    | Jean-Paul Lotterie   | PS            |          |
| les dades anteriors no són pas conegudes |                      |               |          |
|                                          |                      |               |          |

## Demografia
| 1962  | 1968  | 1975   | 1982   | 1990   | 1999  | 2006   |
| ----- | ----- | ------ | ------ | ------ | ----- | ------ |
| 9.985 | 9.992 | 10.219 | 10.276 | 10.068 | 9.899 | 10.733 |